# Casas cubo

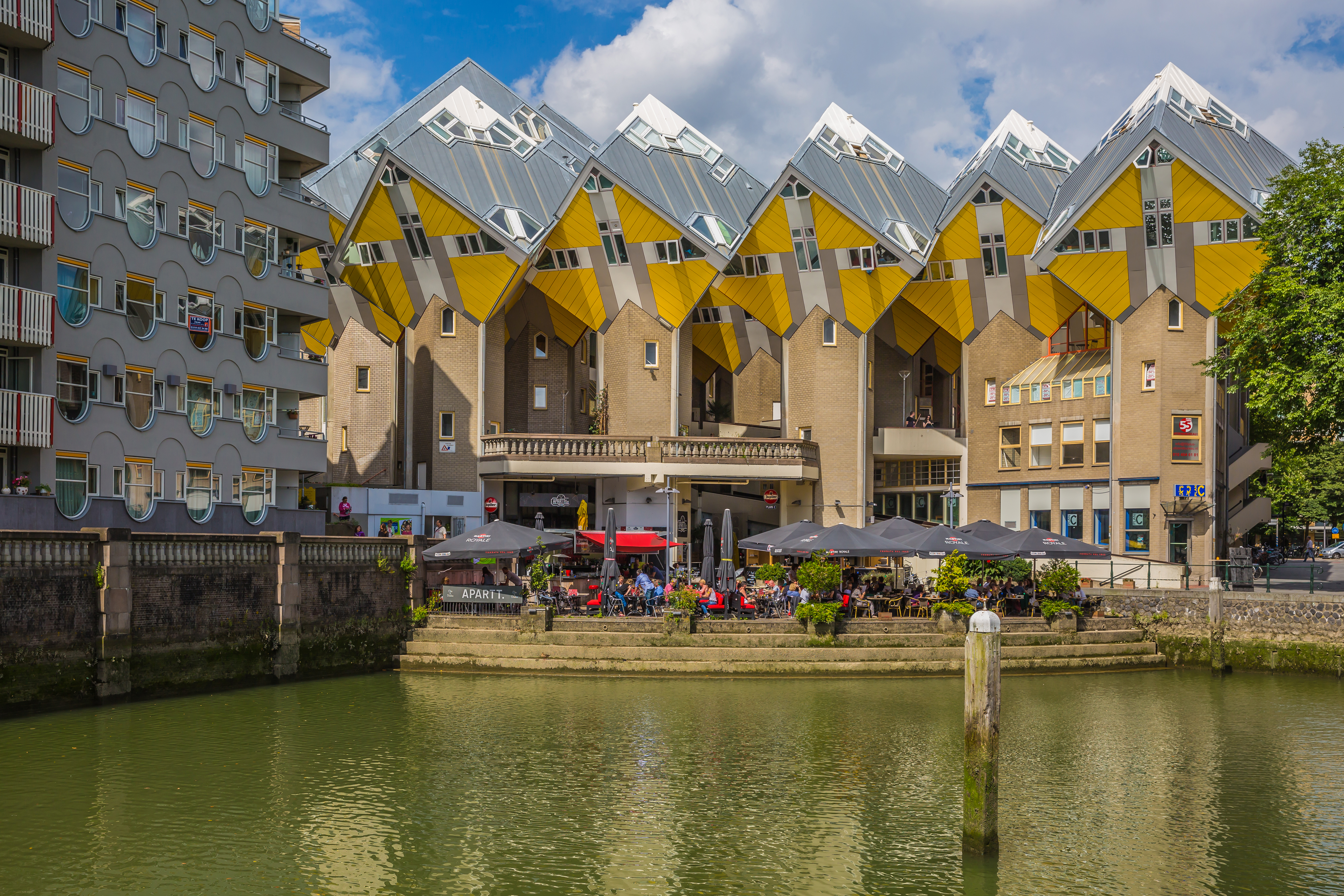
Casas cubo.

Las Kubuswoning, o casas cubo, son un conjunto de casas innovadoras diseñadas por el arquitecto Piet Blom en 1984 y construidas en la calle Overblaak de Róterdam (Países Bajos). Blom giró 45° el cubo convencional de una casa y lo emplazó sobre pilares con forma hexagonal. Existen 32 cubos en total, unos junto a otros.
Todas las casas están habitadas. A menudo los dueños eran molestados por los curiosos que se acercaban, hasta que un propietario decidió abrir una casa al público y cobrar la entrada. La casa está decorada y terminada como una casa normal.
Cada una de las casas se organiza en tres plantas:
- en la baja está la entrada a la casa;
- en la primera, está el recibidor, la cocina y el salón;
- en la segunda, hay un dormitorio y un baño;
- la última planta es a veces usada como un pequeño jardín.

La cocina está amueblada de forma normal pero los techos y ventanas están en planos con un ángulo de 45 grados. El área total del apartamento ronda los 100 m² pero una cuarta parte del espacio no es habitable por la escasa altura bajo las paredes y techos angulosos.
En 2019, The Art Cube se abrió al público. El Cubo de Arte es un lugar donde el arte y la arquitectura se unen. Con el diseño de vivienda original intacto, esta casa cubo forma el telón de fondo para el trabajo de varios artistas.